# Silence in a Noisy World
|  | Denne artikel er oprettet af botten Steenthbot ud fra en ekstern database. Den kan derfor have sproglige fejl eller mangler. Denne skabelon kan fjernes efter kontrol af indholdet. |

Silence in a Noisy World er en dansk dokumentarfilm fra 2008 instrueret af Katrine Philp.